# Ala-ud-din Atar

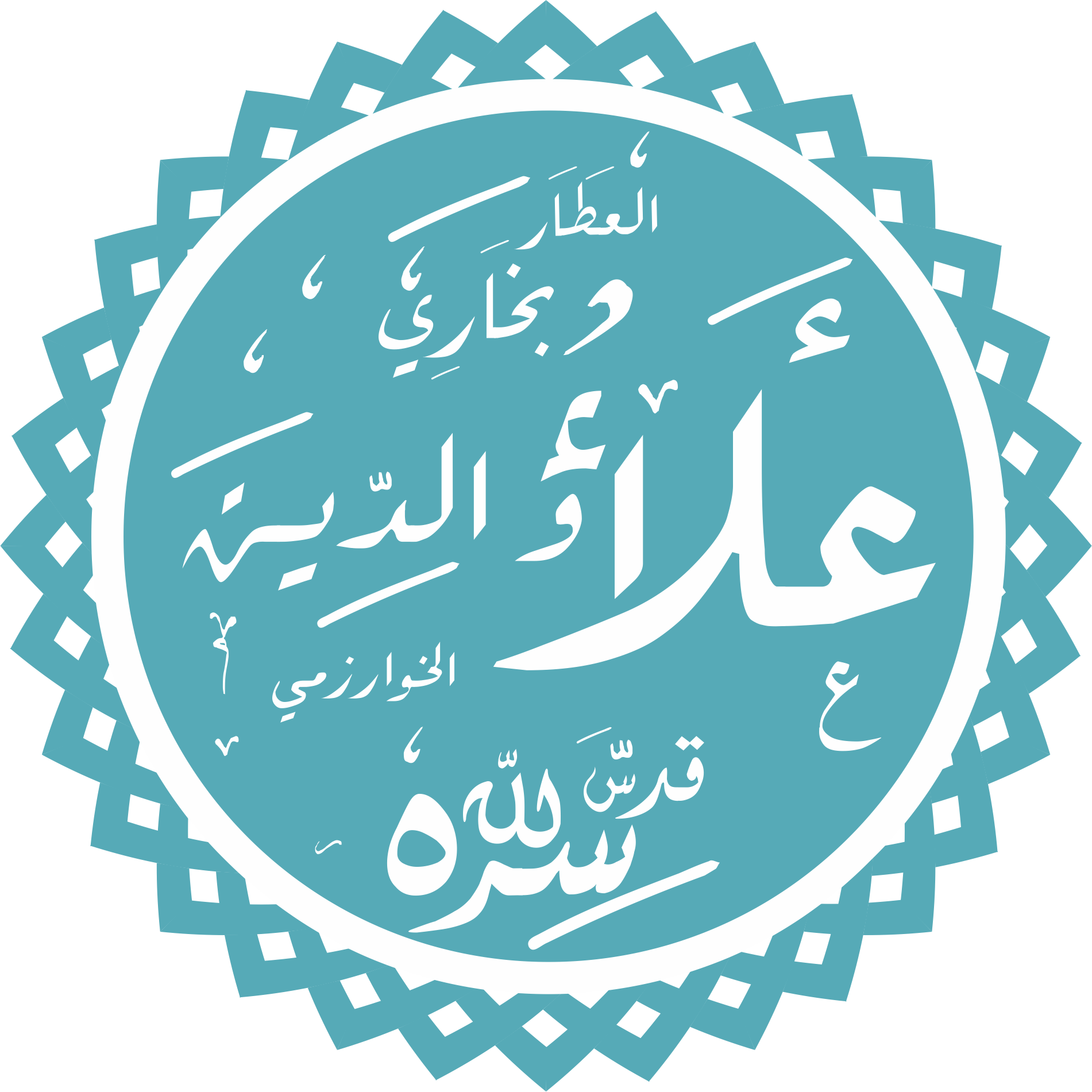
Nom de Sayyid Alauddin em caligrafîa árabe

Khwaja Sayyid Mir Alauddin ibn Muhammad Attar, foi um wali de Bucara e Qutb da Naqshbandi ordem Sufi. Era descendente de Muhammad e genro de seu mestre e antecessor Khwaja Bahauddin Naqshband.

## Biografia
Alauddin Attar nasceu em Khwarezm em uma família Sayyid. Seu pai era Khwaja Muhammad Khwarezmi, que também foi um estudioso islâmico e  wali. Khwaja Alauddin Attar nasceu como Muhammad ibn Muhammad, que então mudou seu nome com a graça de seu mestre Bahauddin Naqshband, devido à sua superioridade como  wali. Ala, denota superioridade, e din, religião, que lhe era de direito.
Alauddin Attar começou a aprender ciências islâmicas desde muito jovem e concluiu seus estudos ainda jovem, graduando-se com todos os professores contemporâneos em Bucara. Após a morte dele por seu pai, ele deu toda a sua herança de seu pai para seus irmãos mais novos. Ele então conheceu Bahauddin Naqshband, que percebeu seu talento com ele.
Alauddin e seu mestre tiveram um relacionamento emocional muito forte que durou toda a vida. Fontes históricas comparam esta relação com a relação  Jacó teve seu filho dele  Joseph, pois Bahauddin não tinha filho. Bahauddin ficou tão surpreso com o potencial de Alauddin como Santo que as lendas dizem que ele viu o próprio Muhammad em um sonho, que lhe ordenou que desse as mãos de sua filha em casamento a seu descendente Alauddin.
Alauddin emitiu Khwaja Hasan e Khwaja Hussein, que eram os herdeiros espirituais e judiciais de Bahauddin, pois ele só tinha duas filhas.

## Ancestral
De acordo com antigas fontes históricas, a ascendência de Khwaja Alauddin remonta a Muhammad após 19 gerações. Sua linhagem é a seguinte:
- Maomé
- Fátima al Zahra e Ali ibn Abi Talib
- Imã Hussein ibn Ali
- Imã Ali ibn Hussein Zayn al Abideen
- Imam Muhammad Al-Baqir
- Imã Jafar al-Sadiq
- Imam Musa Al-Kadhim
- Al-Amir Sayyid Mir Ibrahim ibn Musa al-Murtadha
- Sayyid Mir Abu Bakr
- Sayyid Mir Abdul-Haq
- Sayyid Mir Jafar
- Sayyid Mir Muhammad Rumi
- Sayyid Mir Abdullah
- Sayyid Mir Musa
- Sayyid Mir Hussein
- Sayyid Mir Qasim
- Sayyid Mir Abu Bakr Reza
- Sayyid Mir Abdullah Zarbaksh
- Sayyid Mir Muhammad Khwarezmi
- Qutb ul Aqtab, Sayyid ul Sadaat, Khwaja-e-Khwajagan Muhammad Alauddin Attar

## Legado
Ele ensinou muitos estudiosos talentosos, como Khwaja Yaqub Charkhi, dedicou-se a muitos projetos de caridade e aconselhou os governantes contemporâneos, que lhe pediram conselhos. Seus descendentes seguem seus passos até hoje. Seus descendentes são proeminentes walis, Sheikhs ul Islam, muftis, pregadores, comandantes e diplomatas. Sua linhagem e linha de sucessão passam por seus dois filhos Hasan e Hussein. Seu descendente após 6 gerações Hazrat Ishaan foi, com consentimento oficial do Império Mughal, o chefe da família de Alauddin Attar e Bahauddin Naqshband. Através desta linha, os três irmãos Sayyid Sayyid Mir Jan, Sayyid Mahmud Agha e Sayyid Mir Fazlullah Agha mantiveram as tradições de seu ancestral Alauddin Attar.

## Descendentes
- Hazrat Ishaan
- Moinuddin Hadi Naqshband
- Sayyid Mahmud Agha